# Phyllonorycter oregonensis
Phyllonorycter oregonensis là một loài bướm đêm thuộc họ Gracillariidae. Nó được tìm thấy ở Hoa Kỳ (Oregon).
Sải cánh dài khoảng 7 mm.
Ấu trùng ăn Symphoricarpos species, bao gồm Symphoricarpos albus. Chúng ăn lá nơi chúng làm tổ.